# Epierus inscriptus
Epierus inscriptus är en skalbaggsart som beskrevs av Schmidt 1896. Epierus inscriptus ingår i släktet Epierus och familjen stumpbaggar. Inga underarter finns listade i Catalogue of Life.